# David Komatz
David Komatz (Rottenmann, 10 dicembre 1991) è un biatleta austriaco.

## Biografia
In Coppa del Mondo ha esordito il 3 gennaio 2014 a Oberhof (57º nella sprint) e ai Campionati mondiali a Oslo Holmenkollen 2016 (41º nell'individuale). Ha ottenuto il suo primo podio in Coppa del Mondo il 10 febbraio 2021 durante i Mondiali di Pokljuka vincendo la medaglia d'argento nella staffetta mista; nella rassegna iridata slovena si è inoltre piazzato 38º nella sprint, 24º nell'inseguimento, 49º nell'individuale e 10º nella staffetta. Ha esordito ai Giochi olimpici invernali a Pechino 2022 giungnedo 69º nella sprint, 45º nell'individuale e 10º nella staffetta; ai Mondiali di Oberhof 2023 ha vinto la medaglia d'argento nella staffetta mista individuale, si è classificato 13º nella sprint, 27º nell'inseguimento, 24º nell'individuale, 14º nella staffetta e 4º nella staffetta mista, a quelli di Nové Město na Moravě 2024 si è piazzato 29º nella sprint, 30º nell'inseguimento, 34º nell'individuale, 21º nella partenza in linea, 12º nella staffetta e 6º nella staffetta mista e a quelli di Lenzerheide 2025 si è classificato 49º nella sprint, 57º nell'inseguimento, 26º nell'individuale, 12º nella staffetta e 15º nella staffetta mista. È marito di Katharina Innerhofer, a sua volta biatleta.

## Palmarès

### Mondiali
- 2 medaglie:
  - 2 argenti (staffetta mista[2] a Pokljuka 2021; staffetta mista individuale a Oberhof 2023)

### Europei
- 2 medaglie:
  - 1 oro (staffetta a Nové Město na Moravě 2014)
  - 1 bronzo (sprint a Nové Město na Moravě 2014)

### Coppa del Mondo
- Miglior piazzamento in classifica generale: 32º nel 2021